# Reeve Carney
Reeve Jefferson Carney (nascido a 18 de Abril de 1983) é um cantor-compositor americano e actor. Apareceu no musical da Broadway Spider-Man: Turn Off the Dark como a personagem de Peter Parker/Homem-Aranha, e atualmente está no musical Hadestown (musical), como o personagem principal, Orfeu. Também fez de Dorian Gray na série da Showtime Penny Dreadful.

## Vida
Carney nasceu e foi criado na área de West Village de Manhattan, com o seu irmão Zane e a sua irmã Paris. O seu tio era o vencedor de um Prémio da Academia Art Carney.
Carney frequentou a Academia de Música na Escola Secundária Alexander Hamilton em Los Angeles com o seu irmão Zane, e os seus colegas da futura banda Aiden Moore e Jon Epcar. Foi estudar para a Universidade do Sul da Califórnia, Escola de Música Thornton, tirando um curso em guitarra de jazz em estúdio.

## Carreira
Com 15 anos, Carney tocava guitarra profissionalmente no clube nocturno de B. B. King em Los Angeles.
A sua segunda banda, chamada Carney, consistia em Reeve, Zane Carney na guitarra, Aiden Moore no baixo e Jon Epcar na bateria. Carney lançou o seu álbum de estreia, "Mr. Green Vol. 1", em Maio de 2010. A banda abriu Arcade Fire e U2 em Moncton, New Brunswick, Canadá a 30 de Julho na data final da Tour 360º dos U2.

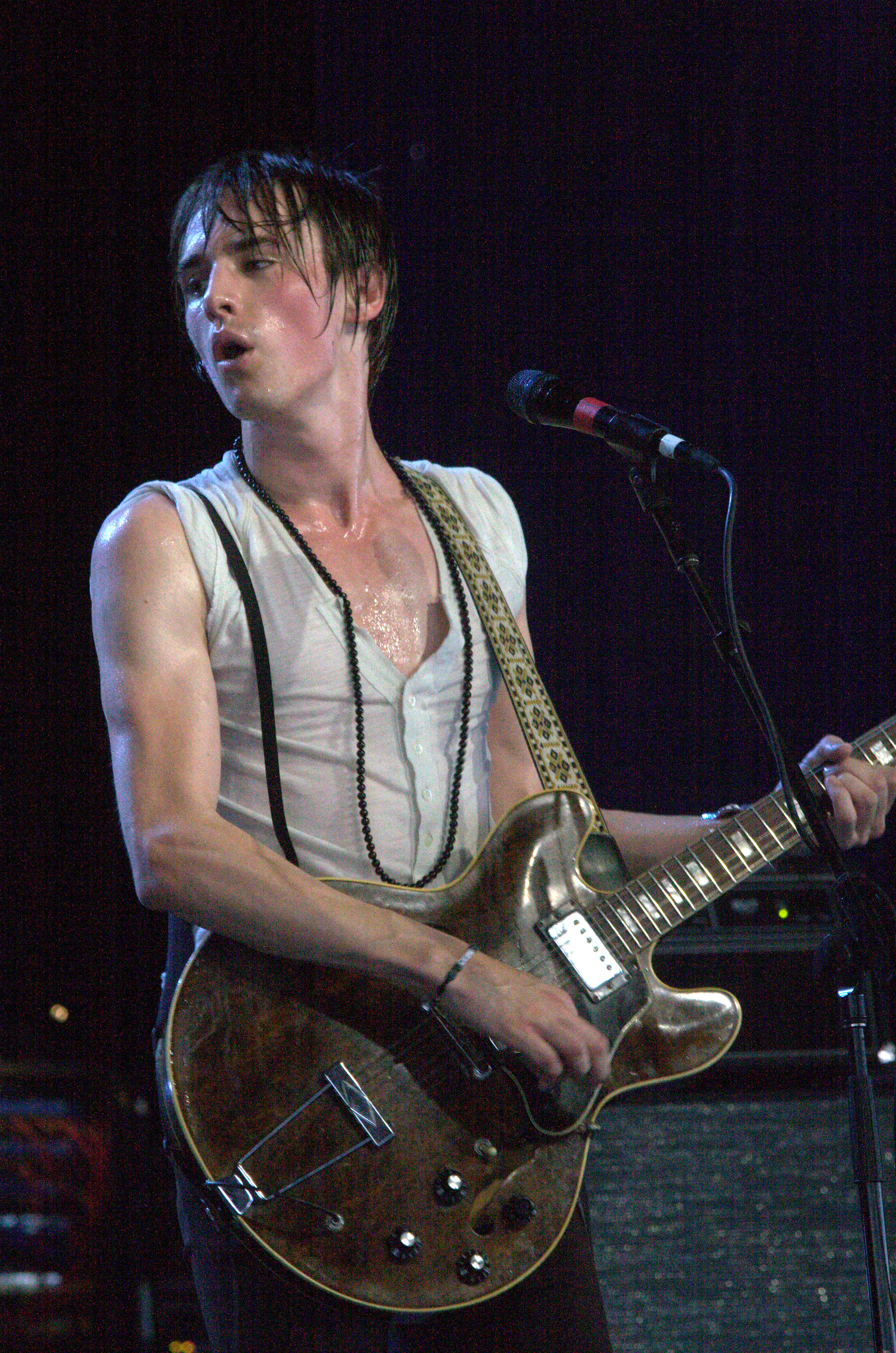
Reeve Carney no Byron Bay Bluesfest, Austrália, 2010

Desde 2010, Carney tem vivido em Manhattan. Ele fez durante 3 anos de Homem-Aranha no musical da Broadway Spider-Man: Turn Off the Dark, que começou em Novembro de 2010. O resto da banda actuou como parte da orquestra em Turn Off the Dark. Ele fez a sua última actuação num Domingo, a 15 de Setembro de 2013.
Carney é um embaixador da [www.givenik.com Givenik].

Fez de interesse amoroso da Taylor Swift no vídeo da sua música "I Knew You Were Trouble". Em 2014, Carney foi escolhido para Dorian Gray na série da Showtime Penny Dreadful. Actualmente Carney está a filmar o remake de The Rocky Horror Picture Show.[carece de fontes?]

## Discografia
Álbuns de estúdio
- Looking Glass EP (2004)
- Nothing without You EP (2008)
- Mr. Green Vol. 1 (2010)

Álbuns ao vivo
- Live at Molly Malone’s (2006)

### Singles
| Ano  | Título                               | Posições na tabela | Posições na tabela | Posições na tabela | Posições na tabela | Posições na tabela | Álbum                         |
| Ano  | Título                               | US                 | US Rock            | US Heat            | US Adult           | CAN                | Álbum                         |
| ---- | ------------------------------------ | ------------------ | ------------------ | ------------------ | ------------------ | ------------------ | ----------------------------- |
| 2011 | "Rise Above 1" (com Bono & The Edge) | 74                 | 48                 | 5                  | 34                 | 71                 | Spider-Man: Turn Off the Dark |

### Aparições em músicas
| Título                                | Ano  | Outro(s) artista(s)                       | Música                                                      |
| ------------------------------------- | ---- | ----------------------------------------- | ----------------------------------------------------------- |
| "O Mistress Mine"                     | 2010 | Elliot Goldenthal                         | The Tempest                                                 |
| "Boy Falls from the Sky"              | 2011 | Spider-Man: Turn Off the Dark             |                                                             |
| "Rise Above 1"                        | 2011 | Spider-Man: Turn Off the Dark             | Bono & The Edge                                             |
| "Picture This"                        | 2011 | Spider-Man: Turn Off the Dark             | Bono, The Edge & Jennifer Damiano                           |
| "I Just Can't Walk Away (Say It Now)" | 2011 | Spider-Man: Turn Off the Dark             | Jennifer Damiano & T.V. Carpio                              |
| "Bouncing off the Walls"              | 2011 | Spider-Man: Turn Off the Dark             | Matt Caplan, Luther Creek, Kristen Faith Oei & Sean Samuels |
| "No More"                             | 2011 | Spider-Man: Turn Off the Dark             | Jennifer Damiano                                            |
| "DIY World"                           | 2011 | Spider-Man: Turn Off the Dark             | Patrick Page & Laura Beth Wells                             |
| "Rise Above 2"                        | 2011 | Spider-Man: Turn Off the Dark             | T.V. Carpio & Jennifer Damiano                              |
| "New for You"                         | 2012 | The Twilight Saga: Breaking Dawn – Part 2 |                                                             |

## Filmografia
| Ano       | Filme                                  | Papel                 | Notas                                                            |
| --------- | -------------------------------------- | --------------------- | ---------------------------------------------------------------- |
| 1994      | Dave's World                           | Extra                 | Série televisiva (episódio"The Funeral")                         |
| 1994      | Pom Poko                               | Várias vozes          |                                                                  |
| 1999      | Snow Falling on Cedars                 | Novo Ishmael Chambers | Prémio de Jovem Artista para Melhor Actuação numa Longa Metragem |
| 2004      | Father of the Pride                    | Voz                   | Série televisiva (episódio "Donkey")                             |
| 2009      | Spread                                 | Principal cantor      |                                                                  |
| 2010      | The Tempest                            | Ferdinand             |                                                                  |
| 2011      | Jump Start Live                        | Várias vozes          | Série televisiva (Episódio datado de 6 de Janeiro de 2011)       |
| 2012      | I Knew You Were Trouble. Vídeo musical | Ex Namorado           | Vídeo musical de Taylor Swift.                                   |
| 2014–2016 | Penny Dreadful                         | Dorian Gray           | Série televisiva (18 episódios)                                  |
| 2016      | The Rocky Horror Picture Show          | Riff Raff             | Filme televisivo                                                 |